# The Favor (2006)
The Favor is een Amerikaanse dramafilm uit 2006, onder regie van Eva S. Aridjis. De hoofdrollen worden vertolkt door Frank Wood, Ryan Donowho en Paige Turco.

## Verhaal
Lawrence is een fotograaf die in Bayonne (New Jersey) woont. Op een dag krijgt hij uit het niets een telefoontje van zijn ex-liefje Caroline, die 25 jaar geleden zijn hart heeft gebroken. Zij is onlangs naar huis teruggekeerd om voor haar zieke vader te zorgen. Caroline is gescheiden en heeft een tienerzoon met problemen, Johnny. Lawrence en Caroline blazen hun relatie nieuw leven in, maar kort daarna overlijdt ze bij een ongeluk. Johnny's vader Harris wil niet voor hem zorgen en om te vermijden dat Johnny naar een pleeggezin moet, besluit Lawrence hem te adopteren. Dat brengt echter de nodige problemen en spanningen met zich mee.

## Rolverdeling
| Acteur             | Personage      |
| ------------------ | -------------- |
| Frank Wood         | Lawrence       |
| Ryan Donowho       | Johnny         |
| Paige Turco        | Caroline       |
| Isidra Vega        | Mariana        |
| Paul Lazar         | Mr. Smith      |
| Michael Higgins    | Mr. Ritter     |
| Luke Robertson     | jonge Lawrence |
| Laura Breckenridge | jonge Caroline |
| Wally Dunn         | Dr. Charles    |
| Sterling K. Brown  | politieman #1  |
| Jesse Kelly        | Carter         |
| Aldo Perez         | Harris         |

## Release en ontvangst
De film ging in première op 15 oktober 2006 op het Morelia Film Festival in Mexico en kwam op 19 oktober 2007 in de Mexicaanse bioscopen. Op 2 mei 2008 opende de film in New York.
De film kreeg gemengde beoordelingen. Op Rotten Tomatoes behaalde de film een score van 39% (18 recensies). Op Metacritic kreeg de film een score van 49 op 100 (7 recensies), wat duidt op "gemengde of gemiddelde beoordelingen".